# 660 ق م
660 ق م أو 660 قبل الميلاد هي سنة من العقد 66 ق م في التقويم اليولياني البروليبتي (التقويم الميلادي). تسبقها سنة 661 ق م وتليها سنة 659 ق م.

## مواليد
ولد زرادشت في اليوم التاسع من شهر خرداد من التقويم الفارسي، الموافق ليوم 30 من شهر مايو لسنة 660 ق.م

## كتب
- Yves Denis Papin (1998). Chronologie de l'histoire ancienne. Lieu de publication non identifié: Éditions Jean-paul Gisserot. ISBN:2-87747-346-5. OCLC:40746926. مؤرشف من الأصل في 2022-03-16.
- أحمد محمد عوف (2000)، موسوعة حضارة العالم، QID:Q12246226

## وصلات خارجية
- صفحة السنة على موقع onthisday.com
- سنة 660 ق م على موقع المكتبة الوطنية الفرنسية